# Iran–Irak-kriget

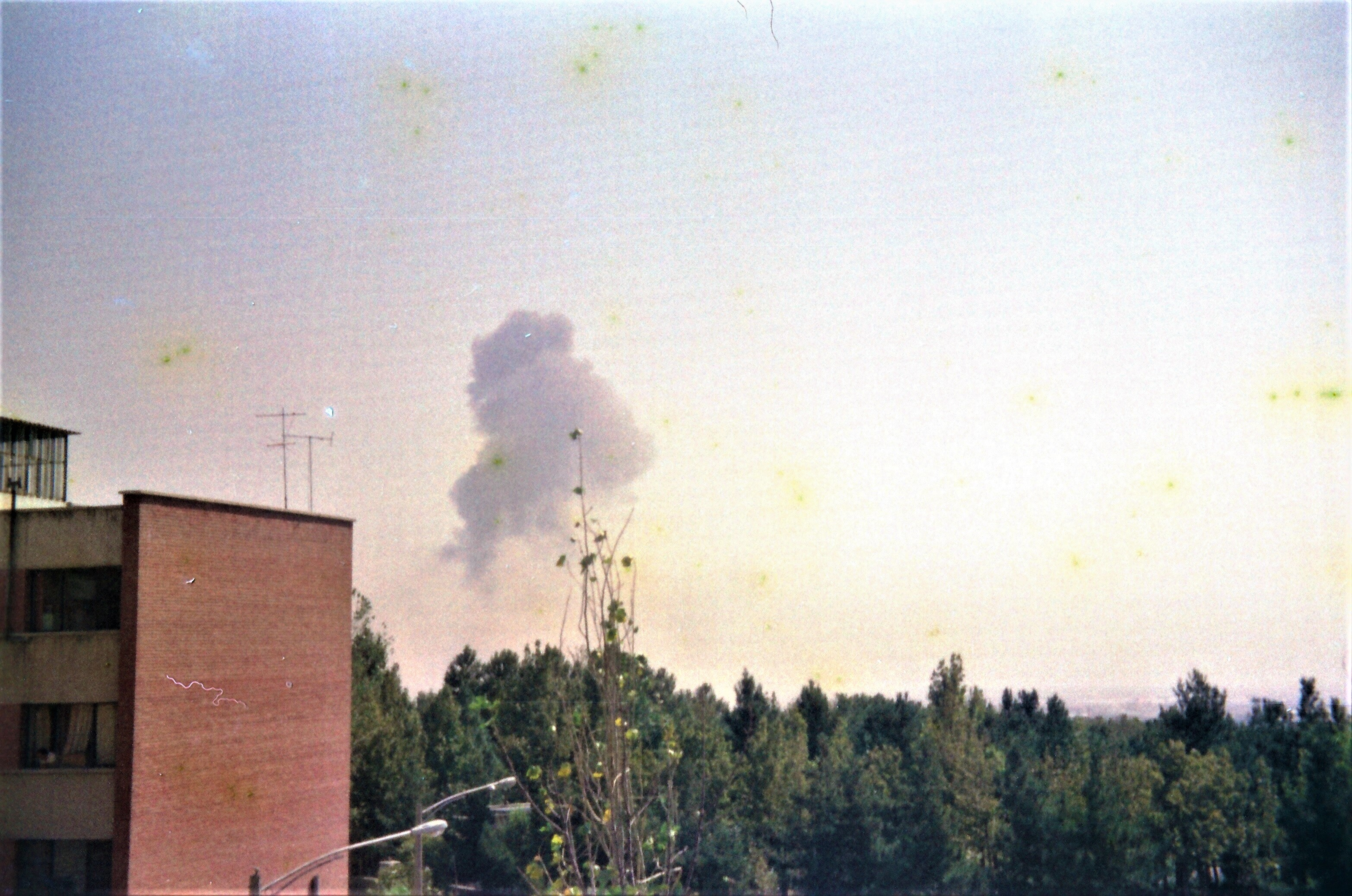
Iran–Irak-kriget - 22 september 1980- Teheran

Iran–Irak-kriget var en väpnad konflikt mellan Irak och Iran som ägde rum från september 1980 till augusti 1988.
Kriget började då Irak invaderade grannlandet Iran. Frontlinjen rörde sig under kriget fram och tillbaka mellan parterna. Trots FN:s säkerhetsråds krav på en vapenvila fortsatte oroligheterna fram till den 20 augusti 1988. Kriget slutade till sist med att FN (Förenta nationerna) förmedlade vapenvila i form av FN:s säkerhetsråds resolution 598 som godtogs av båda sidor. Det tog flera veckor för de iranska styrkorna att utrymma irakiskt territorium för att iaktta de internationella gränser som existerade före kriget mellan de två nationerna (se Algeravtalet). De sista krigsfångarna utväxlades år 2003.
Kriget krävde stora förluster i liv och ekonomiska skador. En halv miljon irakiska och iranska soldater såväl som civila tros ha dött i kriget och många fler skadades, men kriget resulterade varken i krigsskadestånd eller gränsförändringar.

## Namn
Kriget är även kallat det påtvingade kriget (جنگ تحمیلی, Jang-e-tahmīlī) och det heliga försvaret (دفاع مقدس, Defā'-e-moqqaddas) i Iran, Saddāms Qādisiyyah (قادسيّة صدّام, Qādisiyyat Ṣaddām) i Irak och (första) persiska gulfkriget.

## Historik

### Bakgrund och inledning
I januari 1979 ledde Ayatollah Ruollah Khomeini en islamistisk revolution i Iran. Iraks ledare Saddam Hussein ansåg att Iran var instabilt och att regeringen skulle falla vid ett angrepp. I bakgrunden låg territoriella, religiösa, politiska och etniska frågor. Irak var sekulärt och arabnationalistiskt men majoriteten av befolkningen var shiamuslimer styrd av sunniminoriteten medan Iran var islamistiskt och shiamuslimskt. I Algeravtalet 1975 hade även Shatt al-Arab (Arvand Rud) delats mellan länderna till Iraks missnöje. Saddam Hussein var även rädd för att revolutionen i Iran skulle sprida sig och ta fäste i Irak.
Kriget började när Irak invaderade Iran och iscensatte en samtidig luft- och markinvasion i iranskt territorium den 22 september 1980 efter en lång historia av gränstvister, och rädslan för uppror bland Iraks länge undertryckta shiamuslimska majoritet påverkad av den iranska revolutionen. Irak ville också ersätta Iran som den dominerande staten i Persiska viken.
Iraks angrepp mot Iran hade sin orsak i en gammal territoriell strid om några oljerika områden längst inne i Persiska viken och Irak krävde gränsändringar. Iraks ledare Saddam Hussein hoppades kunna utnyttja det av revolutionen försvagade Iran för att vinna en snabb seger.
Konflikten jämförs ofta med första världskriget, genom att taktiken legat mycket nära den konflikten, inklusive storskaligt skyttegravskrig, bemannade kulsprutenästen, bajonettanfall, användning av taggtråd över skyttegravar, mänskliga massanfall i ingenmansland och omfattande användning av kemiska vapen som senapsgas av Irak mot iranska soldater och civila samt mot irakiska kurder. FN:s säkerhetsråd utfärdade uttalanden som ”kemiska vapen hade använts i kriget”, men i dessa uttalanden klargjordes det aldrig att det bara var Irak som använde kemiska vapen, så det har sagts att ”det internationella samfundet förblev tyst medan Irak använde massförstörelsevapen mot iranska och irakiska kurder” och en allmän uppfattning är att ”USA hindrade FN från att fördöma Irak”.

### Utveckling
Kriget inleddes den 22 september 1980 då Irak invaderade Iran. Även om Irak hoppades kunna dra fördel av det revolutionära kaoset i Iran och anföll utan formell krigsförklaring, gjorde man endast begränsade framsteg i Iran och inom några månader drevs de bort av Iran som återfått nästan allt förlorat territorium i juni 1982. De kommande sex åren var Iran på offensiven men lyckades trots flera försök till offensiver inte nå ett avgörande i kriget, vilket ledde till att fronterna stagnerade.
Från början var kriget en framgång för irakierna, men snart slogs de tillbaka och kriget fördes över till Irak 1982 och utvecklades till ett utnötningskrig. Irak försökte på flera olika sätt bryta dödläget: genom att bomba iranska städer med Scudrobotar startades det så kallade städernas krig där Iran svarade med samma mynt (med hjälp av först libyska och syriska tekniker, senare även av nordkoreanska tekniker). Irak påbörjade även tankerkriget genom att anfalla iranska oljetankrar i Persiska viken och även här svarade Iran med samma metoder. Irak började använda nervgas i stor skala då kriget började gå dåligt. Trots att Iran hade en mycket större befolkning (och därför fler soldater) än Irak kunde de inte nå en avgörande seger då landet var under ett officiellt vapenembargo från flera länder i väst. FN:s säkerhetsråd krävde ett flertal gånger att stridigheterna skulle upphöra. En vapenvila började dock inte råda förrän den 20 augusti 1988, och de sista krigsfångarna utbyttes år 2003. Inga gränsförändringar skedde på grund av kriget.

## Stöd från omvärlden

### Iran
Irans arsenal bestod vid krigets början främst av amerikanska och brittiska vapen från Shah-eran. Under kriget fick landet främst stöd från Syrien och Libyen. Vapen köptes från Nordkorea, Kina, Sovjetunionen och Libyen. I och med avslöjandet av Iran–Contras-affären visade det sig också att USA i hemlighet levererade en del vapen till Iran. Efter kriget visade det sig att även Israel hade i hemlighet sålt en del vapen till Iran. Även svenska AB Bofors smugglade illegalt sprängämnen och krut till Iran via mellanhänder i Östtyskland.

### Irak
Irak hade ett mycket brett stöd i synnerhet från 1982 och framåt. Landet fick omfattande finansiellt stöd av bland andra Kuwait, Saudiarabien och Förenade arabemiraten. Irak var under kalla kriget allierat med Sovjetunionen som också var dess främsta vapenleverantör, 61 procent av de totala leveranserna under perioden 1970–1990 härstammade därifrån. Andra stora källor var Frankrike (18 procent av leveranserna), Kina (5 procent), Brasilien (4 procent) och Egypten (4 procent). Irak importerade ingredienser, utrustning och ammunition för tillverkning av kemiska vapen främst från Västtyskland, Nederländerna, Egypten, Indien, Frankrike, Italien, Spanien och Kina.
USA blev av olika skäl indraget i kriget, och stödde främst Irak. Den tidigare iranska regeringen hade varit allierad med USA, men så var inte fallet med Khomeinis regering. 1979 togs den amerikanska ambassaden i Teheran över av terrorister, som tog ambassadpersonalen som gisslan. En fritagningsaktion beordrad av president Jimmy Carter misslyckades men gisslan släpptes dock senare. 
Stödet utgjordes bland annat av underrättelserapporter om och satellitbilder på de iranska styrkorna och politiskt stöd (Irak togs bort från USA:s lista på länder som stödde terrorism efter ett besök av Donald Rumsfeld med mera). Under slutet av kriget gav USA även indirekt militärt stöd i och med att den amerikanska flottan skickades till Persiska viken. Det officiella uppdraget var att skydda den internationella oljetrafiken vars oljetankrar attackerades av båda sidor. Dock skyddade amerikanska flottan endast de oljetankrar som inte utgick från Iran. Efter att en amerikansk fregatt seglat in i en iransk mina anfölls även en grupp oljeborrplattformar som utpekades som bas för minläggningen.